# Fényes fütyülőrigó
A fényes fütyülőrigó (Myophonus melanurus) a madarak osztályának verébalakúak (Passeriformes) rendjébe és a légykapófélék (Muscicapidae) családjába tartozó faj.

## Rendszerezése
A fajt Tommaso Salvadori olasz ornitológus írta le  1879-ben, az Arrenga nembe Arrenga melanurus néven. Használták a Myiophonus melanurus nevet is.

## Előfordulása
Indonéziához tartozó Szumátra szigetén honos. Természetes élőhelyei a szubtrópusi vagy trópusi síkvidéki és hegyi esőerdők, folyók és patakok környékén. Állandó, nem vonuló faj.

## Megjelenése
Testhossza 22-29 centiméter.

## Természetvédelmi helyzete
Az elterjedési területe nem nagy, egyedszáma ugyan csökken, de még nem éri el a kritikus szintet. A Természetvédelmi Világszövetség Vörös listáján veszélyeztetett fajként szerepel.